# Conflict: Vietnam
Conflict: Vietnam är ett dator- och TV-spel av actiontyp i förstaperson baserat på Vietnamkriget. Spelet är utvecklat av Pivotal Games och släpptes till Windows, PlayStation 2 och Xbox under 2004.
Man spelar som 4 olika karaktärer man kan byta karaktär under spelets gång och även spela CO-OP alltså 2 spelare samtidigt.